# Admittanz
Die Admittanz {\displaystyle {\underline {Y}}} (vom lateinischen admittere, zu Deutsch „annehmen“) ist ein Begriff aus der Elektrotechnik, gleichwertig mit komplexer Leitwert. Sie bezeichnet das Verhältnis von sinusförmigem Wechselstrom, der durch einen linearen Verbraucher (Bauelement, Leitung usw.) fließt, zur daran anliegenden Wechselspannung. In bestimmten Zusammenhängen wird der Begriff auch wesentlich weiter gefasst.

## Bedeutung in der Wechselstromlehre
Für sinusförmige Vorgänge ist die mathematische Darstellung durch komplexwertige Größen von Vorteil. Diese werden hier in den Gleichungen durch einen Unterstrich gekennzeichnet, die imaginäre Einheit durch den Buchstaben {\displaystyle \mathrm {j} }.
Die Admittanz {\displaystyle {\underline {Y}}} ist der Kehrwert der Impedanz {\displaystyle {\underline {Z}}}:
{\displaystyle {\underline {Y}}={{\underline {Z}}^{-1}}={\frac {1}{\underline {Z}}}}
Sie setzt sich zusammen aus
- dem Realteil {\displaystyle G=\operatorname {Re} \,{\underline {Y}}}, bezeichnet mit Wirkleitwert (Konduktanz), und
- dem Imaginärteil {\displaystyle B=\operatorname {Im} \,{\underline {Y}}}, bezeichnet mit Blindleitwert (Suszeptanz).

Der Betrag der Admittanz wird als Scheinleitwert {\displaystyle Y} bezeichnet. Alle diese Begriffe sind auch so genormt.
{\displaystyle {\underline {Y}}=G+\mathrm {j} B}
{\displaystyle Y=|\,{\underline {Y}}|={\sqrt {G^{2}+B^{2}}}}
Mit der komplexwertigen Impedanz {\displaystyle {\underline {Z}}=R+\mathrm {j} X} aus Wirkwiderstand (Resistanz) {\displaystyle R} und Blindwiderstand (Reaktanz) {\displaystyle X} ergibt sich {\displaystyle {\underline {Y}}} zu
{\displaystyle {\underline {Y}}={\frac {1}{R+\mathrm {j} X}}={\frac {R}{R^{2}+X^{2}}}-\mathrm {j} {\frac {X}{R^{2}+X^{2}}}}
und somit
{\displaystyle G={\frac {R}{R^{2}+X^{2}}}\quad {\text{und}}\quad B={\frac {-X}{R^{2}+X^{2}}}}
Daraus ist ersichtlich, dass der Wirkleitwert {\displaystyle G} im Allgemeinen etwas anderes ist als der reziproke Wirkwiderstand {\displaystyle 1/R} und der Blindleitwert {\displaystyle B} etwas anderes als der reziproke Blindwiderstand {\displaystyle 1/X}. Der Begriff Konduktanz wird auch mit Leitwert übersetzt, wenn es sich um einen ohmschen Verbraucher handelt. Da {\displaystyle X} von der Frequenz der Wechselgrößen abhängig ist, sind auch {\displaystyle Y,\ G{\text{ und }}B} von der Frequenz abhängig.
In Exponentialform kann man mit dem Phasenverschiebungswinkel {\displaystyle \varphi _{ui}} zwischen Spannung und Stromstärke bzw. deren Nullphasenwinkeln {\displaystyle \varphi _{u}} und {\displaystyle \varphi _{i}} schreiben:
{\displaystyle {\underline {Z}}=Z\ \mathrm {e} ^{\mathrm {j} \varphi _{ui}}=Z\ \mathrm {e} ^{\mathrm {j} (\varphi _{u}-\varphi _{i})}}
{\displaystyle {\underline {Y}}={\frac {1}{Z}}\ \mathrm {e} ^{-\mathrm {j} \varphi _{ui}}=Y\ \mathrm {e} ^{\mathrm {j} (\varphi _{i}-\varphi _{u})}}
und, wenn man die eulersche Formel {\displaystyle \mathrm {e} ^{\mathrm {j} x}=\cos x+\mathrm {j} \sin x} anwendet,
{\displaystyle B=Y\sin(-\varphi _{ui})=Y\sin(\varphi _{i}-\varphi _{u})}
{\displaystyle G=Y\cos \varphi _{ui}}
Die Maßeinheit im SI-Einheitensystem für alle angegebenen Arten von Leitwerten ist das Siemens mit dem S als Einheitenzeichen.

## Spezialfall
Für einen verlustlosen idealen Kondensator mit der Kapazität {\displaystyle C} gelten bei sinusförmiger Wechselspannung mit der Kreisfrequenz {\displaystyle \omega } die Angaben zu den Widerständen
{\displaystyle {\underline {Z}}={\frac {1}{\mathrm {j} \omega C}}\ ;\quad R=0\ ;\quad X=-{\frac {1}{\omega C}}}
Damit gelten zu den Leitwerten
{\displaystyle {\underline {Y}}=\mathrm {j} \omega C;\quad G=0\ ;\quad B=-{\frac {1}{X}}=\omega C\ ;}
Isolationswiderstände und dielektrische Verluste des Kondensators erfasst man als Wirkleitwert mit {\displaystyle G>0}. In den meisten praktischen Fällen bleibt {\displaystyle \omega C} mindestens hundertmal größer als {\displaystyle G}; dann bleiben im Rahmen dieser Näherung {\displaystyle X} und {\displaystyle {\underline {Y}}} unverändert und {\displaystyle R\ll {\frac {1}{\omega C}}}.

## Erweiterte Bedeutung
In der Theorie der linearen elektrischen Netzwerke bezeichnet man auch ein Verhältnis eines Stroms zu einer Spannung als Admittanz, wenn sie nicht am gleichen Bauelement gemessen werden. Typische Beispiele sind die Kurzschluss-Kernadmittanz und die Übertragungsadmittanz in der Vierpoltheorie. Schließlich führt man dort auch die Admittanz-Matrix ein.
Andererseits bezeichnet man auch das Verhältnis eines nichtsinusförmigen Stroms zu einer nichtsinusförmigen Spannung als Admittanz, wenn man Strom und Spannung mit Hilfe einer Operatorenrechnung, z. B. der Laplace-Transformation, im sogenannten Bildbereich darstellt und auf diese Weise deren Verhältnis als „Admittanz-Operator“ bildet. Eine solche Admittanz hat dann nicht die imaginäre Frequenz {\displaystyle \mathrm {j} \omega } als Variable, sondern die komplexe Frequenz {\displaystyle s}. Die äußere Form einer solchen gebrochen rationalen Funktion bezeichnet man im Rahmen der Netzwerk-Synthese als Admittanz-Funktion.